# 31 Aquilae
Désignations
31 Aquilae, également désignée b Aquilae, est une étoile de la constellation de l'Aigle, située à ∼ 49,5 a.l. (∼ 15,2 pc) de la Terre.